# Red Room (informatique)
Pour les articles homonymes, voir red room.
Les Red room (littéralement chambre rouge) sont des diffusions en direct mettant en scène la torture, le meurtre, le suicide ou le viol d'une ou plusieurs personnes. Dans ces films clandestins, la victime est censée ne pas être un acteur ; c'est une personne vivant les évènements présentés.
Sur Internet, ces diffusions ont plus ou moins un statut de légendes urbaines, et leur existence réelle est débattue.